# Piliocolobus tephrosceles
Il colobo rosso dell'Uganda (Piliocolobus tephrosceles) è una specie di colobo rosso che vive nelle foreste dell'Uganda, del Ruanda, del Burundi e della Tanzania occidentale. In passato è stato ritenuto prima una sottospecie del colobo ferruginoso e in seguito una sottospecie del colobo rosso dell'Africa Centrale. È stato riconosciuto una specie vera e propria da Groves nel 2001.